# Michał Reytan

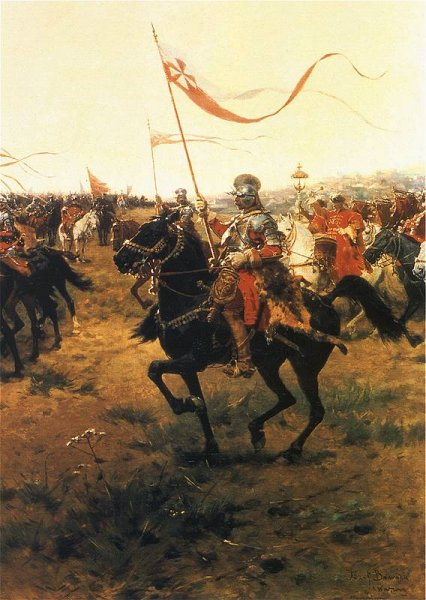
Husarz – Józef Brandt

Michał Reytan (albo Rejtan) herbu Rejtan (ur. 1635, zm. 1706) – uczestnik odsieczy wiedeńskiej, skarbnik mozyrski, chorąży husarii, dziadek Tadeusza Reytana.

## Rodzina
Pochodził z rodziny Reytanów (albo Rejtanów) herbu Rejtan. Reytanowie przybyli do Polski ok. 1600 roku z Prus, z czasem ulegając całkowitej polonizacji. Majątek rodziny Reytanów znajdował się w Hruszówce. W posiadaniu męskiej linii rodziny Hruszówka pozostawała do 1910 roku, tzn. do śmierci Józefa Rejtana.